# Campus Univers Cascades
O Campus Univers Cascades (CUC) é um centro de treinamento para acrobacias físicas para dublês. O campus está localizado na França, em Le Cateau-Cambrésis, em Hauts-de-France.
A criação de um centro de treinamento de acrobacias físicas é destinada a atletas e entusiastas de esportes radicais: paraquedismo, ginástica, parkour, esqui, patins e artes marciais, e que querem se orientar profissionalmente no mundo dos dublês. O campus tem um local único que oferece infraestrutura adaptada, equipamentos especializados e áreas de relaxamento no coração do campus. A capacidade de acomodação e alimentação no local é de 90 alunos.

## Histórico
O campus foi inaugurado em 12 de abril de 2009 em Bias. Estabelecido no sudoeste quando foi inaugurado, mudou-se em junho de 2017 para Cateau-Cambresis, nos Altos da França.

## Infraestrutura
O campus inclui uma multiplicidade de infra-estruturas especializadas adaptadas ao serviço de dublê: Uma sala equipada de 700m² com parque de parkour e pista de cubos, dois dojos, uma sala de escalada, uma sala anexa de 500m², uma sala de musculação, mas também uma área de queda de altura, uma área de acrobacias mecânicas e um estábulo.

## Material
Para a formação dos seus alunos, o campus conta com equipamentos especializados: Airbags, fiação, trajes e equipamentos à prova de fogo, armas brancas, réplicas de armas de fogo, pista de pouso e queda livre inflável com pista de cubos e parque de parkour.

## Treinamento
O treinamento é supervisionado por dublês profissionais do ramo que desejam compartilhar seus conhecimentos e experiências.
Aqui estão algumas das atividades ensinadas no C. U. C.: acrobacia, parkour, quedas de altura, fiação, acidentes de carro, combate, manuseio de armas, tocha humana, quedas, comédia e técnicas de intervenção. Um programa completo para que os alunos se tornem competentes, mas também versáteis.